# Актуална археология
Актуална археология (на турски: Aktüel Arkeoloji) е турско академично списание в областта на археологията, основано през 2007 г. То има за цел да осведомява за културното наследство в Анадола. Списанието се стреми да популяризира археологията, в него се представени раздели, като – протоистория, праистория, класическа археология и подводна археология.